# Убио сам мајку
 „Убио сам мајку“ (фр. J'ai tué ma mère) канадска је филмска драма из 2009. у режији Гзавјеа Долана. Осим режије филма, Долан је написао сценарио, продуцирао и одиграо главну улогу. Такође је у питању његово дебитанско редитељско остварење. У средишту филма је приказ дисфункционалног односа тинејџера Ибера Минела и његове самохране мајке Шантал, као и приказ Иберовог сексуалног, уметничког и животног сазревања. По Долановом признању сценарио је делимично аутобиографски. Премијерно је приказан на Филмском фестивалу у Кану, где је добио три независне награде. „Убио сам мајку“ наишао је махом на позитивну рецепцију филмских критичара и тренутно на сајту ротен томејтос има 81 посто позитивних филмских рецензија са просечном оценом од 7,1/10.

## Улоге
| Глумац       | Улога                         |
| ------------ | ----------------------------- |
| Гзавје Долан | Ибер Минел                    |
| Ан Дорвал    | Шантал Леминг (Иберова мајка) |
| Нилс Шнајдер | Ерик (дечко у интернату)      |
| Сузан Клеман | Жили (Иберова професорка)     |
| Франсоа Арно | Антонин Рембо (Иберов дечко   |